# Nastro d'argento al millor curtmetratge
El Nastro d'argento al millor curtmetratge va ser un premi de cinema italià atorgat anualment pel Sindicat Nacional de Periodistes Cinematogràfics Italians.
El premi s’atorga des del 1951, sense que s'hagin concedit tots els anys. Al llarg dels anys, el premi ha estat unit a diverses categories o ha estat concedit, assignant-lo al "millor curtmetratge" o al "director del millor curtmetratge". En alguns anys, el "millor curtmetratge" i el "director del millor curtmetratge" han estat guardonats per separat.
Durant els Nastri d'argento 1961 també es va atorgar un premi al "millor curtmetratge experimental", mentre que des de 1962 fins a principis de la dècada del 2000 també es va atorgar un premi al "millor productor de curtmetratges".
Durant els Nastri d'argento 1974 es van atorgar tres "Certificats de mèrit als directors de curtmetratges".
Durant els Nastri d'Argento 1996, 1998, 1999, 2001, 2003, 2006 i des de la creació dels Corti d'Argento el 2013, també es van atorgar algunes "mencions especials als curtmetratges".
Des del 2013 s'han establert els Corti d'Argento que, mantenint el premi assignat al millor curtmetratge / director, inclouen altres guardons dedicats al sector, com el del "millor curtmetratge d'animació".
L’última assignació va tenir lloc el 2017.

## Guanyadors
Els guanyadors estan indicats en negreta.

### Anys 1950
- 1951 - Notturno - de Vittorio Sala
- 1952 - Metano - de Virgilio Sabel
- 1956 - Tempo di tonni - de Vittorio Sala
- 1957 - Parma città d'oro - de Antonio Petrucci, producte de l'Istituto nazionale luce
- 1958 - Giocare - de Giulio Questi
- 1959 - Paese d'America - de Gian Luigi Polidoro

### Anys 1960
- 1960 - I fratelli Rosselli - de Nelo Risi
- 1961 - La casa delle vedove - de Gian Vittorio Baldi
- 1962 - Mario Gallo - Dichiarazione d'amore
- 1963 - Mauro Severino - Chi è di scena
- 1964 - Mario Carbone - Stemmati di Calabria

### Anys 1970
- 1970 - Bruno Bozzetto - Ego
- 1971 - Paolo Saglietto - Il bambino
- 1972 - Bruno Bozzetto - I sottaceti
- 1973 - Emanuele Luzzati i Giulio Gianini - Pulcinella
- 1974 - Giuseppe Ferrara - La città del malessere
- 1975 - Bruno Bozzetto - Self Service
- 1978 - Elio Finestauri - Salvos ire salvos venire ("director del millor curtmetratge estranger")
- 1979 - Max Massimino Garnier i Pavao Stalter - Spirito benigno ("director del millor curtmetratge estranger")

### Anys 1980
- 1982 - Claudio Racca - Ballare è bello
- 1983 - Aldo Bassan - Terra amara
- 1984 - Usa, profondo sud di Berto Bozza
- 1985 - Giancarlo Pancaldi - Effetto nebbia
- 1986 - Milano '83 de Ermanno Olmi
- 1987 - Codex purpureus rossanensis de Folco Quilici
- 1988 - L'arte del vetro de Luigi Di Gianni

### Anys 1990
- 1991 - Ursula Ferrara - Amore asimmetrico
- 1992 - Flavia Alman i Mario Canali - Enigmatic Ages
- 1993 - Valerio Andrei - Il dono dei Magi
- 1994 - Andrea Marzari - La caccia
- 1995 - Giuseppe Gandini - Mito della realtà
- 1996 - Roberto Palmerini - Scooter; Andrea Zaccariello - Gioco da vecchi
- 1997 - Scorpioni de Ago Panini
- 1998 - La lettera de Dario Migliardi
- 1999 - Tanti auguri de Giulio Manfredonia

### Anys 2000
- 2000 - Per sempre de Chiara Caselli
- 2001 - Rimedi contro l'amore de Giovanna Sonnino; L'ultima questione de Corrado Franco
- 2004 - On the Loose de Manuela Mancini
- 2005 - Trevirgolaottantasette de Valerio Mastandrea[4][5]
- 2006 - Un amore inguaribile de Giovanni Covini; Dentro Roma de Francesco Costabile

### Anys 2010
- 2013 - Tiger Boy de Gabriele Mainetti
- 2014 - Settanta de Pippo Mezzapesa
- 2015 - Sonderkommando de Nicola Ragone
- 2016 - Quasi eroi de Giovanni Piperno
- 2017 - Moby Dick de Nicola Sorcinelli
- 2017 - La Viaggiatrice de Davide Vigore (Premi Especial)
- 2018 - La giornata de Pippo Mezzapesa